# Orimarga aequivena
Orimarga aequivena là một loài ruồi trong họ Limoniidae. Chúng phân bố ở miền Cổ bắc.